# SSTAR
SSTAR – skrót od angielskich słów: small, sealed, transportable, autonomous reactor co dosłownie znaczy: mały, hermetyczny, przenośny, autonomiczny reaktor. W swojej intencji jest to reaktor zawierający paliwo nuklearne wystarczające na 30 lat nieprzerwanego i bezawaryjnego działania przy produkcji energii od 10 MW do 100 MW.
Wersja 100 MW powinna mieć około 15 m wysokości, 3 m szerokości i masę dochodzącą do 500 ton. Wersja 10 MW nie powinna przekraczać 200 ton. Aby zapewnić 30 lat ciągłej pracy, projekt komory reakcyjnej zawiera ruchome spowalniacze neutronów ponad kolumnami paliwowymi. Spowalniacze neutronów powodują, że paliwo będzie paliło się od góry do dołu. Ponieważ cała jednostka będzie hermetyczna spodziewane jest, że powielacz neutronów w reakcji przysłuży się do przedłużenia żywotności paliwa.
Jak dotychczas nie zbudowano żadnego prototypu SSTAR. Pierwszy planowany jest przed 2015 r. i trwają prace badawcze czy można by nim zastąpić Reaktor wodny ciśnieniowy. Trwają też prace nad projektem dla krajów rozwijających się: można by wypożyczyć moduł i eksploatować go przez kilka dekad, a następnie zwrócić w całości do właściciela.
Odporny na „majstrowanie” posiadałby pełny monitoring i zdalny wyłącznik (ponieważ wszelkie prace trwają w USA, to właśnie ten rząd posiadałby wyłącznik) jest więc otwarte pytanie czy klient (jakieś hipotetyczne państwo) zaakceptuje taka sytuację, że jego „elektrownia” zostanie wyłączona przez obcy rząd.